# اکالمانی (ایوتلا دولاس لیبرس)، گررو
اکالمانی (ایوتلا دولاس لیبرس)، گررو (به اسپانیایی: Acalmani (Ayutla de los Libres), Guerrero) در مکزیک است که در گررو واقع شده‌است.

## خصوصیات
اکالمانی ۱٬۰۱۱ نفر جمعیت دارد و ۹۳۰ متر بالاتر از سطح دریا واقع شده‌است.